# سیارک ۱۵۶۹۹۰
سیارک ۱۵۶۹۹۰ (به انگلیسی: 156990 Claerbout، نامگذاری:2003KX18)۱۵۶۹۹۰مین سیارک کشف شده‌است که در ۲۸ مه ۲۰۰۳ کشف شد.